# Гардін (округ, Теннессі)
Шаблон:StateAbbr_ 35°12′ пн. ш. 88°11′ зх. д. / 35.2° пн. ш. 88.19° зх. д.
Округ  Гардін (англ. Hardin County) — округ (графство) у штаті  Теннессі, США. Ідентифікатор округу 47071.

## Історія
Округ утворений 1819 року.

## Демографія
За даними перепису 2000 року загальне населення округу становило 25578 осіб, зокрема міського населення було 7883, а сільського — 17695. Серед мешканців округу чоловіків було 12574, а жінок — 13004. В окрузі було 10426 домогосподарств, 7442 родин, які мешкали в 12807 будинках. Середній розмір родини становив 2,87.
Віковий розподіл населення поданий у таблиці:
| Стать    | До 15 років | 15-21 | 22-29 | 30-39 | 40-49 | 50-65 | 65-85 | Понад 85 |
| -------- | ----------- | ----- | ----- | ----- | ----- | ----- | ----- | -------- |
| Чоловіки | 2591        | 1148  | 1163  | 1687  | 1866  | 2414  | 1568  | 137      |
| Жінки    | 2274        | 1067  | 1163  | 1767  | 1882  | 2444  | 2085  | 322      |

## Суміжні округи
- Гендерсон — північ
- Декатур — північ
- Вейн — схід
- Лодердейл, Алабама — південний схід
- Тішомінґо, Міссісіпі — південь
- Алкорн, Міссісіпі — південний захід
- МакНері — захід
- Честер — північний захід

## Виноски
1. ↑  U.S. Decennial Census. United States Census Bureau. Архів оригіналу за 12 травня 2015. Процитовано 5 квітня 2015.
2. ↑  Historical Census Browser. University of Virginia Library. Архів оригіналу за 11 серпня 2012. Процитовано 5 квітня 2015.
3. ↑  Forstall, Richard L., ред. (27 березня 1995). Population of Counties by Decennial Census: 1900 to 1990. United States Census Bureau. Архів оригіналу за 21 лютого 2015. Процитовано 5 квітня 2015.
4. ↑  Census 2000 PHC-T-4. Ranking Tables for Counties: 1990 and 2000 (PDF). United States Census Bureau. 2 квітня 2001. Архів оригіналу (PDF) за 18 грудня 2014. Процитовано 5 квітня 2015.
5. ↑  State & County QuickFacts. United States Census Bureau. Архів оригіналу за 7 червня 2011. Процитовано 2 грудня 2013.(англ.) Наведено за англійською вікіпедією.
6. ↑  American FactFinder. Бюро перепису населення США. Архів оригіналу за 21 травня 2008. Процитовано 31 січня 2008.

| США | Це незавершена стаття з географії США. Ви можете допомогти проєкту, виправивши або дописавши її. |